# Pange lingua gloriosi proelium certaminis
Pour les articles homonymes, voir Pange lingua.
L'hymne Pange lingua gloriosi proelium certaminis (« Chante ô ma langue, le combat, la glorieuse lutte »), aussi appelée Crux fidelis (« Ô Croix fidèle »), est une hymne latine médiévale catholique composée vers 570 par le poète et évêque Venance Fortunat, et mise en musique sur un air grégorien.
Ce poème, qui est l'une des œuvres les plus populaires de son auteur, se présente sous la forme d'une longue méditation sur la croix sur laquelle Jésus Christ a été crucifié. Il est utilisé depuis le IXe siècle dans la liturgie catholique pour accompagner l'adoration de la croix durant l'office du Vendredi saint et a inspiré Thomas d'Aquin pour la rédaction de son hymne pour la Fête-Dieu, également appelé Pange lingua.

## Histoire

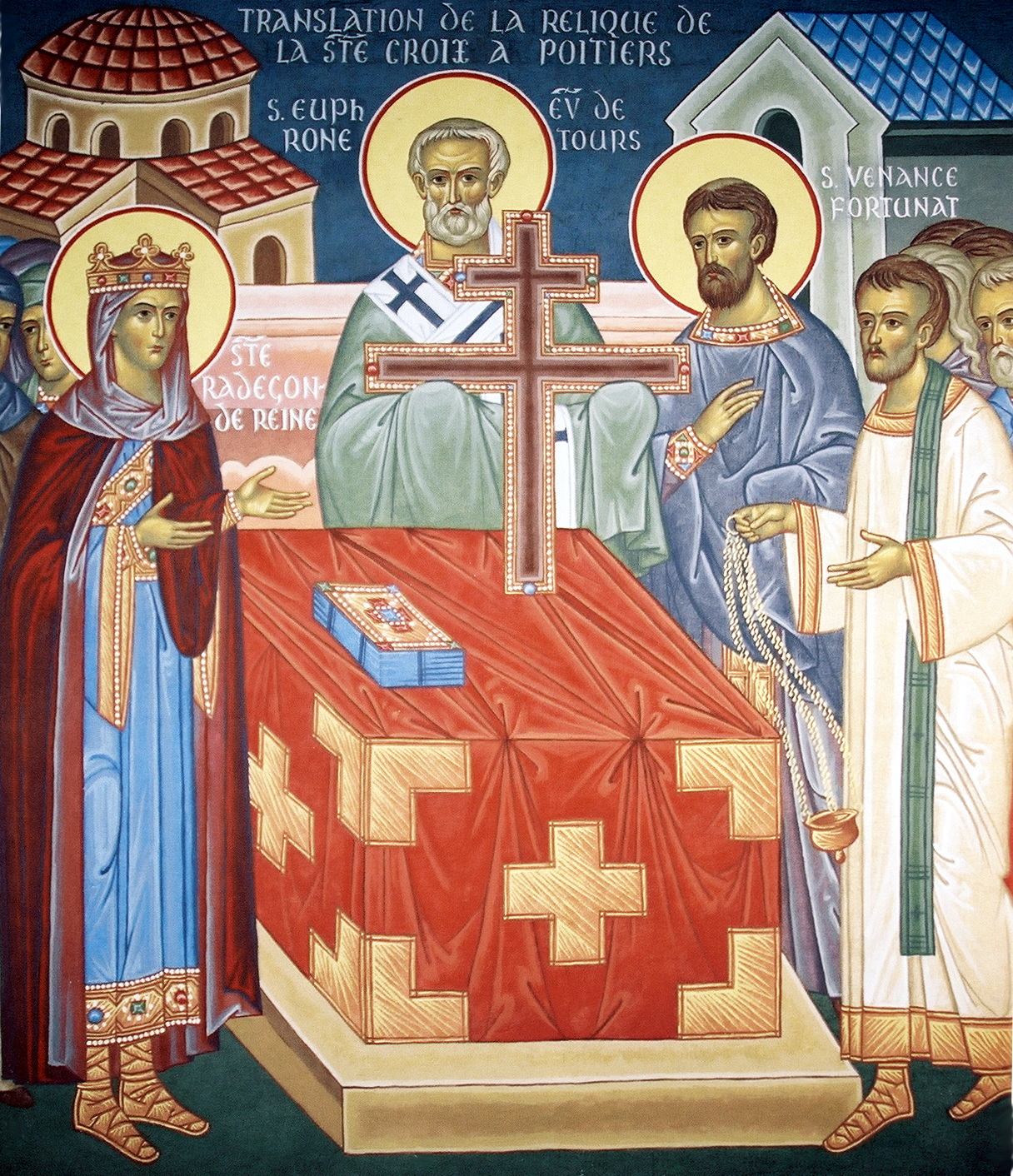
Translation de la relique de la Sainte Croix à Poitiers (fresque du monastère Saint-Antoine-le-Grand à Saint-Laurent-en-Royans) : Venance Fortunat (à droite) aurait composé le Pange lingua pour accompagner la procession d'accueil des reliques de la croix.

### Origines et développement de la dévotion à la Croix
La dévotion à la sainte croix, sur laquelle Jésus a été crucifié, s'est développée dès les premiers temps du christianisme, en particulier en Orient et à Jérusalem, ainsi que le montrent notamment le témoignage au IVe siècle de la pèlerine Égérie et l'écho entourant le récit de l'« invention de la sainte croix » par l'impératrice Hélène.
Cette dévotion s'appuie notamment sur un parallèle entre la croix et l'arbre de la connaissance du jardin d'Éden, ayant porté le fruit défendu - de même que plusieurs auteurs, dont l'apôtre Paul, présentent le Christ comme un nouvel Adam,.
Ce parallèle est au cœur d'une légende médiévale - à laquelle l'hymne de Venance Fortunat pourrait faire référence, et qui se trouve rapportée dans la Légende dorée - selon laquelle le bois de la croix sur laquelle le Christ a été crucifié proviendrait directement du jardin d'Éden.

### Contexte de composition de l'hymne
La fin du VIe siècle voit le développement de la dévotion à la croix en Occident depuis l'Orient. À la demande de la reine Radegonde, l'empereur romain d'Orient Justin II fait parvenir à Poitiers en 570 des reliques de la croix.
Venance Fortunat, qui est alors prêtre et moine à l'abbaye Sainte-Croix de Poitiers, et proche de Radegonde, compose à cette occasion trois hymnes pour accompagner la procession d'accueil des reliques : le Vexilla Regis et le Crux benedicta et le Pange lingua. Ce dernier l'une des premières hymnes médiévales latines dédiées la croix du Christ.

### Postérité
Ce poème « en l'honneur de la Sainte Croix », est l'œuvre la plus connue de Venance Fortunat après le Vexilla Regis . Il devient usuel dans la liturgie catholique du Vendredi saint à partir du IXe siècle.
Thomas d'Aquin s'en inspire en 1264 pour écrire son hymne pour la Fête-Dieu, qui commence par les mêmes mots.

## Le texte
| latin | français |
| --- | --- |
| Pange, lingua, gloriosi proelium certaminis Et super crucis trophaeo dic triumphum nobilem Qualiter redemptor orbis immolatus vicerit. De parentis protoplasti fraude factor condolens, Quando pomi noxialis morte morsu corruit, Ipse lignum tunc notavit, damna ligni ut solveret. Hoc opus nostrae salutis ordo depoposcerat, Multiformis perditoris arte ut artem falleret Et medelam ferret inde, hostis unde laeserat. Quando venit ergo sacri plenitudo temporis, Missus est ab arce patris natus orbis conditor Atque ventre virginali carne factus prodiit. Vagit infans inter arta conditus praesaepia, Membra pannis involuta virgo mater adligat, Et pedes manusque crura stricta pingit fascia. Lustra sex qui iam peracta tempus implens corporis, Se volente, natus ad hoc, passioni deditus, Agnus in crucis levatur immolandus stipite. Hic acetum, fel, arundo, sputa, clavi, lancea ; Mite corpus perforatur; sanguis, unda profluit, Terra pontus astra mundus quo lavantur flumine. Crux fidelis, inter omnes arbor una nobilis, Nulla talem silva profert flore, fronde, germine, Dulce lignum dulce clavo dulce pondus sustinens. Flecte ramos, arbor alta, tensa laxa viscera, Et rigor lentescat ille quem dedit nativitas, Ut superni membra regis mite tendas stipite. Sola digna tu fuisti ferre pretium saeculi Atque portum praeparare nauta mundo naufrago, Quem sacer cruor perunxit fusus agni corpore. | Chante, ô ma langue, le combat, la glorieuse lutte : Dis le noble triomphe du trophée de la croix : Le rédempteur du monde, immolé, est vainqueur. Attristé de l'égarement de notre premier père, Qui tomba dans la mort en mordant le fruit néfaste, Le créateur choisit lui-même un arbre pour réparer la malédiction de l'arbre. Cette œuvre de salut, l'ordre divin l'exigeait, Pour vaincre par la ruse la ruse multiforme du malin, Et porter le remède d'où venait la blessure. Quand vint donc la plénitude du temps, Le Fils, créateur du monde, fut envoyé auprès du Père. Il avança, devenu chair dans un sein virginal. L'enfant pleure et vagit, couché dans une étroite mangeoire La Vierge, sa mère, l'emmaillote en de pauvres langes, Et voici les mains et les pieds d'un Dieu enserrés dans des liens ! Le temps de six lustres est écoulé, la durée de sa vie mortelle est accomplie : Le Rédempteur, de lui-même, se livre aux tourments de sa Passion ; Agneau divin, il est cloué à la Croix, bois très saint sur lequel il s’immole. Voici vinaigre, fiel, roseau crachats, clous et lance Le doux corps est transpercé le sang et l'eau ruissellent Terre, mer, astres et monde quel fleuve vous lave ! Croix fidèle, arbre unique, noble entre tous ; Nulle forêt n'en produit de tel par ses feuilles, ses fleurs et ses fruits; Douceur du bois, qui d'un doux clou, porte un si doux fardeau Fléchis tes branches, grand arbre, relâche le corps tendu ; Assouplis la dureté reçue de la nature ; Aux membres du roi des cieux offre un appui plus doux. Toi seul as mérité de porter la rançon du monde Et de lui préparer un hâvre après son naufrage, Toi qui fus oint du sang sacré jailli du corps de l'agneau. |

## Usage liturgique
L'hymne fait son apparition dans la liturgie de l'office du vendredi saint à partir du milieu du IXe siècle d'après le cantatorium de Saint-Gall. Celle-ci est chantée suivant une mélodie grégorienne lors de l'adoration de la Croix après le chant des impropères,. Selon l'usage romain, la strophe commençant par les mots « Crux fidelis » est utilisée comme refrain et intercalé entre chaque strophe du texte,.
Dans l'hymnaire de l'abbaye de la Chaise-Dieu, le chant du Pange lingua est également prévu le 14 septembre pour la fête de l'Exaltation de la Croix.
Son utilisation se perpétue dans la liturgie tridentine. Dans la nouvelle liturgie née du concile Vatican II, son usage est quelque fois encouragé mais s'est globalement perdu avec la disparition plus globale du chant grégorien dans les messes catholiques,,,. Elle est parfois chantée lors des chemins de croix.

## Caractéristiques du texte
L'hymne est écrite en septénaire trochaïques, ce qui rappelle selon Joseph Svzövérffy le rythme des marches militaires romaines, et s'accorde avec la « gloire et le triomphe » chantées dans la première strophe du poème,. Cette forme poétique diffère notablement des deux autres hymnes composées au même moment, le Vexilla Regis (qui imite celle des hymnes ambrosiennes) et le Crux benedicta, écrite en distiques.
L'hymne s'ouvre par les mots « Pange lingua » (« Chante, ô ma langue »), qui traduit une inspiration tirée de la rhétorique antique. L'hymne entreprend d'exposer une histoire du salut par la crucifixion du Christ suivant une progression chronologique, qui oppose l'Arbre de Vie du jardin d'Éden et la croix de Jésus, nouvel arbre « unique, noble entre tous », jusqu'à la venue de la « plénitude des temps » - une expression reprenant un passage de la lettre aux Galates de l'apôtre Paul,.
Après avoir évoqué la chute d'Adam, à l'origine selon la théologie catholique du péché originel, Venance Fortunat évoque la naissance du Christ et très brièvement les 30 ans (« six lustres ») de sa vie terrestre, avant de détailler sa Passion. Les dernières strophes de l'hymne font l'éloge de la croix et de son rôle dans l'économie du salut, en développant notamment sa dimension symbolique.

## Thèmes

### La croix comme arbre de vie
À l'instar du Vexilla Regis, l'hymne Pange lingua décrit la Croix comme « un arbre », « unique, noble entre tous », portant des branches, des fleurs, des fruits, et choisi par Dieu pour « réparer la malédiction de l'arbre » - à la fois image et antagoniste de l'arbre de la connaissance, origine selon la théologie catholique du péché originel rédimé par la Croix.

### La croix comme source de douceur
L'hymne joue sur un paradoxe entre la souffrance immense représentée par la croix, et la douceur du salut pour l'humanité qu'elle représente. La répétition du mot « dulce » associé aux mots « lignum », « clavos », « pondus », désignant à la fois la croix et le Christ lui-même, crée un effet particulièrement emphatique. Les mots de Venance Fortunat adressés à la croix, selon lesquels elle a « seule mérité de porter la rançon du monde », seront repris à de nombreuses reprises dans des hymnes médiévales ultérieures.

## Reprises et influences dans l'histoire de l'art

### Littérature
- L'hymne Pange lingua demeure, au même titre que le Vexilla Regis, l'une des principales sources d'inspiration ultérieure pour les hymnes médiévales de la sainte croix[20].
- Thomas d'Aquin s'en inspire pour composer son hymne Pange lingua pour la fête du Saint-Sacrement.
- Pierre Corneille en a donné une traduction en vers[7].

### Mise en musique
- Jean Roger-Ducasse (1873-1954) : Crux fidelis pour soprano, solo et choeur à 4 voix avec accompagnement d'orgue.